# Izsmai járás

Az Izsmai járás Komiföldön

Az Izsmai járás (oroszul Ижемский район, komi nyelven Изьва район) Oroszország egyik járása Komiföldön. Székhelye Izsma.

## Népesség
- 2002-ben 21 511 lakosa volt, melynek 90,4%-a komi, 7,9%-a orosz, 0,8%-a ukrán.
- 2010-ben 18 771 lakosa volt, melynek 88,9%-a komi, 9,7%-a orosz, 0,7%-a ukrán.